# Anthreptes orientalis
Anthreptes orientalis е вид птица от семейство Nectariniidae.

## Разпространение
Видът е разпространен в Джибути, Етиопия, Кения, Руанда, Сомалия, Южен Судан, Судан, Танзания и Уганда.